# Грб Пабјањица
Грб града Пабјањице је један од најстаријих симбола војводства Лођ.
Грб представља три златне круне на плавом штиту са златним оквиром - две изнад и једну испод. По локалној легенди ове три круне се везују за три пољска краља који је требало да у различитом периоду посете овај град. Грб је настао пре 1552. године, можда чак и у XIV веку, када су Пабјањице добиле статус града. Такође постоји могућност да грб потиче из Немачке из колонијалне архиепископије чији су заштитници била Три краља која су по јеванђељу дошла да се поклоне Исусу Христу када се родио. 